# EADS Do-DT 25
Die Do-DT 25 ist eine von der Airbus Group (ehemals EADS) hergestellte Zieldarstellungsdrohne.
Im Frühjahr 2002 richtete das BMVg eine Anfrage bezüglich einer Zieldarstellungsdrohne, welche ein Infrarot- bzw. Hitzeziel simulieren kann, an die EADS. Mit einer Drohne dieser Bauart sollte eine realitätsnahe Ausbildung für sogenannte MANPADS durchgeführt werden. Nach Auswertung der Anfrage durch die EADS zeigte sich, dass eine Zieldarstellungsdrohne, welche die Anforderungen erfüllen konnte, nahezu doppelt so groß sein würde wie eine Do-DT 35.
Um als Infrarot- bzw. Hitzeziel zu dienen, installierte man ein drittes Strahltriebwerk am Bug des Flugkörpers. Dessen heiße Abgase wurden auf den metallischen Bugkonus geleitet, der sich dadurch erhitzte. Diese Konstruktion wird als „Hot Nose“ bezeichnet und ist patentiert worden. Zur weiteren Verstärkung der Infrarot- bzw. Hitzesignatur werden die Abgase der beiden Hecktriebwerke auf die sogenannten „Crossblades“ gerichtet.
Das Konzept dieser Drohne war im Dezember 2001 fertiggestellt. Sie erhielt die Bezeichnung Do-DT 25. Im Juni 2002 überwand die Do-DT 25 ihre ersten Zulassungshürden und wurde 2003 für die Flugzieldarstellung qualifiziert. Im Juni 2003 wurde die Drohne zum ersten Mal bei der Übung „Baltic Fire“ auf einem polnischen Schießplatz bei Ustka an der Ostsee verwendet. Ende 2004 präsentierte die EADS die leistungsgesteigerte Version der Do-DT 25-200 mit einem überarbeiteten Rumpf und stärkeren Triebwerken. Damit konnte der Geschwindigkeitsbereich bis auf 300 kts (150 m/s, d. h. 540 km/h) ausgedehnt werden. Diese Version wird heute ausschließlich verwendet.
Der Start erfolgt mittels eines pneumatischen Katapultes. Nach dem Flug, bei dem sie als Ziel nicht zerstört wurde, landet die Drohne an einem Fallschirm. Die Navigation während des Fluges erfolgt mittels einprogrammierter Wegpunkte, die über GPS-Satellitensteuerung gestützt ist. Es kann auch manuell in die Steuerung eingegriffen werden.
Anfang Oktober 2018 teste Airbus vom Truppenübungsplatz Todendorf aus, erstmals im Rahmen der Forschung zu modernen Luftkampfstrategien, den Einsatz der Do-DT 25 als Drohnen-Begleitsystem für Kampfflugzeuge (Manned-unmanned Teaming; MUT) über der Ostsee und mit Unterstützung eines Learjets.

## Technische Daten
| Kenngröße       | Daten                         |
| --------------- | ----------------------------- |
| Länge           | 3,0 m                         |
| Spannweite      | 2,6 m                         |
| Leermasse       | ca. 60 kg                     |
| Nutzlast        | 26 kg                         |
| max. Startmasse | 144 kg                        |
| Antrieb         | 3 Strahltriebwerke mit 220 N  |
| Geschwindigkeit | 44–150 m/s (ca. 160–540 km/h) |
| Flugdauer       | 100–115 min                   |
| Gipfelhöhe      | bis zu 25.000 ft (7.620 m)    |
| Reichweite      | 100 km                        |